# 辛竟可
辛竟可（？—？），中國清朝官員，直隸元城人。
辛竟可爲雍正十年壬子恩科舉人，任福建古田縣知縣，任內倡修《古田縣志》。乾隆二十年五月（1755年6月）接替沈宗良擔任台灣府諸羅縣知縣。掌管今嘉義縣、嘉義市、雲林縣一帶政事。